# Liste der Namenstage
Der Namenstag einer Person ist der liturgische Gedenktag eines Heiligen, nach dem die Person benannt ist (Namenspatron).
In manchen Regionen oder Ländern ist die Feier des Namenstags bedeutender oder wenigstens ebenso wichtig wie die des Geburtstages.
Diese alphabetisch gegliederte Liste bezieht sich in erster Linie auf den Regionalkalender für das deutsche Sprachgebiet und wurde anhand des Martyrologium Romanum erstellt, des Verzeichnisses aller Heiligen und Seligen der römisch-katholischen Kirche. Der Kalender der orthodoxen Kirchen und der Evangelische Namenkalender weichen davon ab. Für Lettland siehe Liste der Namenstage in Lettland.